# Talcher (stato)
Lo Stato di Talcher fu uno stato principesco del subcontinente indiano, avente per capitale la città di Talcher.

## Storia

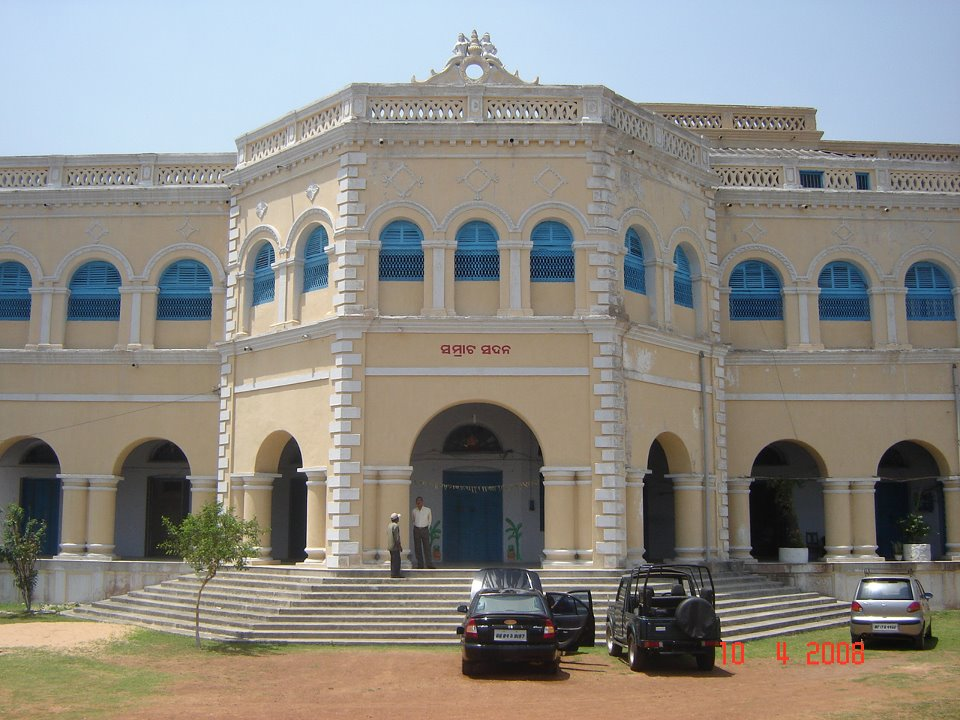
Veduta del fronte del palazzo principesco di Talcher

Le origini dello stato di Talcher risalgono al 1471 durante il regno di Purushottama Deva dell'impero Gajapati. Nella regione si stabilì Narahari Singh che fu primo principe dello stato. Nel 1578, sotto il regno di Padmanabha Birabara Harichandan, il regno venne rinominato Talcher in onore della dea Taleshwari.
Lo stato entrò a far parte dell'Unione Indiana dal 1º gennaio 1948.

## Governanti
I governanti avevano il titolo di Raja.

### Raja
- Narahari Singh (1471 - 1480)
- Udayanarayana Singh (1480 - 1520)
- Govind Charan Singh (1520 - 1527)
- Padmanabha Birabara Harichandan (1575 - 1598)
- Chakradhar Birabara Harichandan (1598 - 1651)
- Gopinath Birabara Harichandan (1651 - 1711)
- Ramchandra Birabara Harichandan (1711 - 1729)
- Pitambar Birabara Harichandan (1729 - 1740)
- Lal Singh (1740 - 1752)
- Krishna Chandra Birabara Harichandan (1752 - ...)
- Ramchandra (Ayadi) Birabara Harichandan (1766 - 1774)
- Nimai Charan Champati Birabara Harichandan (1774 - 1778)
- Bhagirathi Birabara Harichandan (1778 - 1846)
- Dayanidhi Birabara Harichandan Mahapatra (1846 - 1873)
- Ramchandra Deba Birabara Harichandan Mahapatra (1873 - 18 dicembre 1891)
- Kishor Chandra Deba Birabara Harichandan Mahapatra (18 dicembre 1891 - 7 novembre 1945)
- Hrudaya Chandra Deba Birabara Harichandan Mahapatra (7 novembre 1945 – 1 gennaio 1948)